# Pfungstadt
Pfungstadt – niemieckie miasto położone w południowej części kraju związkowego Hesja, w rejencji Darmstadt, w powiecie Darmstadt-Dieburg.
W mieście od 1831 działa zabytkowy browar, który pomyślnie przetrwał postępowanie restrukturyzacyjne i został sprzedany producentowi urządzeń browarniczych, firmie Lauer. Zakład produkuje piwo marki Pfungstädter i będzie zatrudniał, po redukcji etatów (listopad 2020) 46 osób, przy planowanych zdolnościach produkcyjnych ok. 200 tys. hl  (wcześniej: 450 tys. hl). Pod koniec 2022 roku, kiedy zatrudniał prawie 70 osób, ogłoszono zamknięcie produkcji do 2023. Inwestor planuje na terenie browaru zabudowę mieszkaniową.

## Przypisy

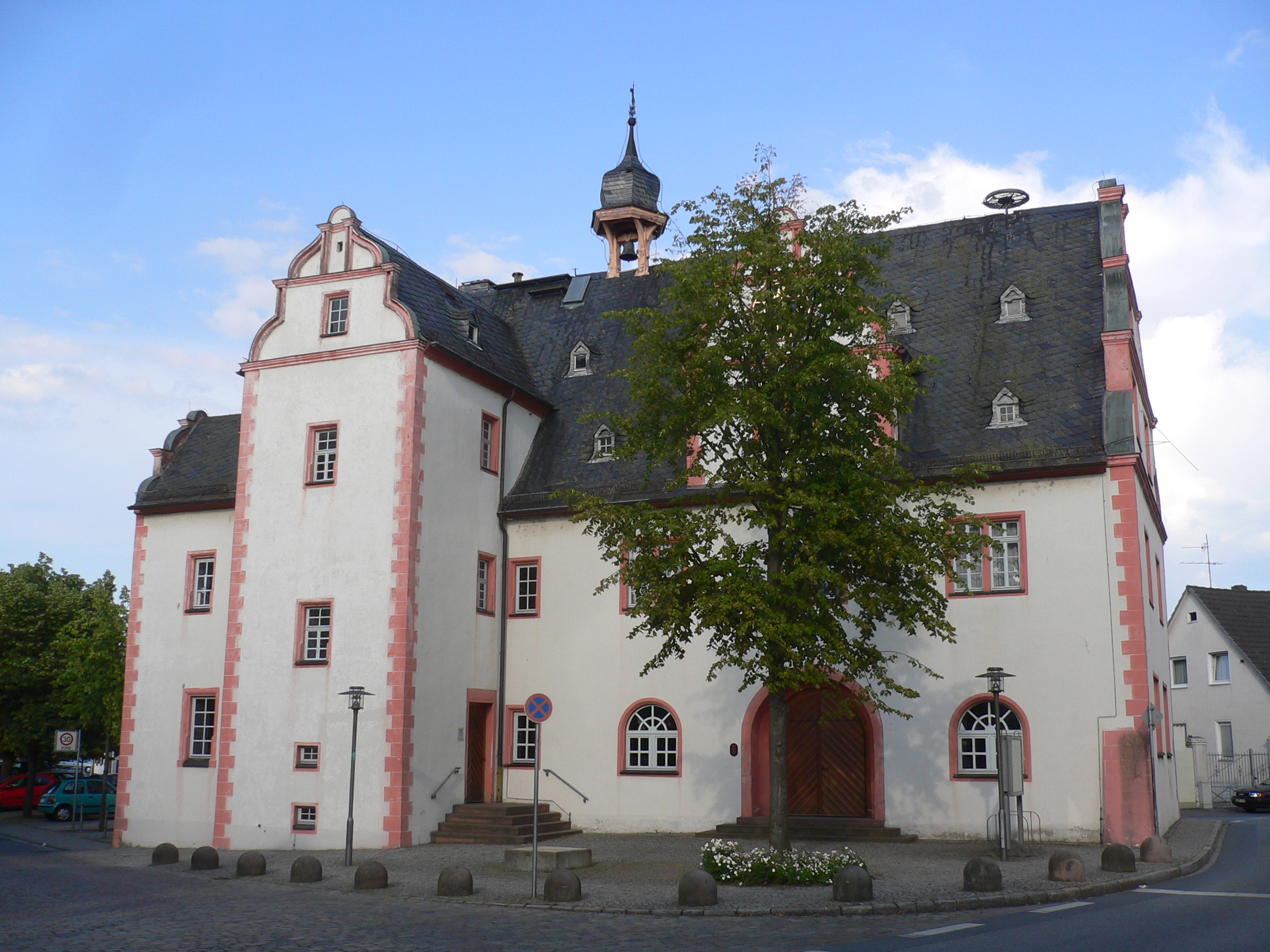
Stary ratusz miejski